# Saint-Bonnet-Elvert
 Saint-Bonnet-Elvert  (en occitano Sent Bonet el Vernh) es una comuna y población de Francia, en la región de Lemosín, departamento de Corrèze, en el distrito de Tulle y cantón de Argentat.
Su población en el censo de 2008 era de 190 habitantes.
Está integrada en la Communauté de communes du Pays d'Argentat .

## Demografía
| 261 | 341 | 272 | 230 | 188 | 166 | 190 |
| Para los censos de 1962 a 1999 la población legal corresponde a la población sin duplicidades (Fuente: INSEE [Consultar]) |     |     |     |     |     |     |